# Gauchos juifs
Gauchos juifs est le nom qu’on a donné aux immigrants juifs qui se sont installés dans des régions fertiles d’Argentine, en y fondant des «colonies agricoles». L’expression a été inventée par l’écrivain Alberto Gerchunoff dans son livre Los gauchos judíos (1910).

## Histoire
C’est en octobre 1888 que les huit premières familles juives étaient arrivées en Argentine mais c’est en août 1889 que l’immigration juive y commença de façon organisée sous l’impulsion de la Jewish Colonization Association du baron Maurice de Hirsch qui acheta des terres où des milliers de Juifs en provenance de Russie, de Roumanie et d’autres parties de l’Europe orientale commencèrent peu à peu à vivre, à travailler et à se développer. La plupart de ces immigrants venaient de Podolie et de Bessarabie, dans l’Empire russe.
Au début du XXe siècle, la province d'Entre Ríos finit par compter environ 170 colonies juives ; la production était centrée sur les produits agricoles, l’industrie fromagère et laitière, l’élevage et les cultures agricoles. Une des premières colonies juives fut Moïseville (aujourd’hui Ciudad de Moisés Ville) dans la province de Santa Fe. Une autre des colonies est Colonia Lapin située dans la province de Buenos Aires.
Dans le pays commencèrent à développer des coopératives agricoles, donnant une grande impulsion aux colonies juives ; elles avançaient de l’argent aux colons, leur fournissaient des semences, des outils et divers articles à des prix abordables. Ils vendaient en commun les produits de la terre et, avec leurs bénéfices, ils entretenaient des hôpitaux, des bibliothèques, des cimetières et des centres culturels aussi bien pour leur communauté que pour l’ensemble de la population.
Des colonies s’établirent également dans la province de Santiago del Estero et dans celle de La Pampa.
Le dramaturge Peretz Hirshbein participa à ce mouvement.

## Dans la littérature
Alberto Gerchunoff, romancier, journaliste et professeur d’université, a décrit dans son roman Los gauchos judíos la vision de cette utopie agraire des colons juifs dans les campagnes de l’Argentine. Cette expérience agricole singulière s’est déroulée sur cette terre d’utopie, cet autre lieu où commencer une nouvelle vie était possible. Pour eux, la pampa argentine était cet autre lieu, elle était comme la Terre promise.
Dans son enfance Gerchunoff avait entendu son père, juif de tradition rabbinique avant d’émigrer, parler de cette nouvelle terre de promesses, et imaginer que les Juifs y seraient paysans et travailleraient la terre « comme leurs ancêtres de la Bible ». Parmi les nombreux romans et essais qu’il a écrits sur la vie des Juifs en Amérique latine, on citera surtout Les Gauchos juifs (1910), composé en hommage au centenaire de la révolution de Mai, où il réunit des illustrations et des récits sur l’immigration juive en Argentine, liés à ses souvenirs d’enfance et d’adolescence.